# Araneus uruapan
Araneus uruapan är en spindelart som beskrevs av Levi 1991. Araneus uruapan ingår i släktet Araneus och familjen hjulspindlar. Inga underarter finns listade i Catalogue of Life.